# Palomares del Campo
Palomares del Campo – gmina w Hiszpanii, w prowincji Cuenca, w Kastylii-La Mancha, o powierzchni 60,98 km². W 2011 roku gmina liczyła 745 mieszkańców.